# 厄瓜多尔华侨华人总会
厄瓜多尔华侨华人总会，简称厄华总会，1999年在厄瓜多尔瓜亚基尔成立的华侨社团组织。

## 历史
2005年3月18日，厄瓜多尔华侨华人总会致函中华人民共和国国务院侨务办公室，表示拥护《反分裂国家法》。
2011年8月18日，中国驻瓜亚基尔总领事馆举办纪念辛亥革命100周年座谈会，厄瓜多尔华侨华人总会代表参加。2011年10月，厄瓜多尔华侨华人总会常务理事朱福明代表该会将“增进友谊 共谋发展”纪念牌赠送给上海黄浦区侨办。
2010年代开始，厄华总会每年都与瓜亚基尔市政府合作，在圣诞前夕向该市儿童捐赠圣诞礼物，并因包括此活动在内的捐赠活动获得瓜亚基尔市政府授予的慈善公益嘉奖令，并被授予锦旗和奖章。
2012年4月，厄瓜多尔华侨华人总会会长李树强等到到访广东省侨务办公室，表达希望在2013年组织旅厄华人青少年寻根夏令营回广东家乡开展活动，并邀请广东省侨办派员出席2013年在厄瓜多尔举办的中南美洲华侨华人促进中国和平统一大会。
2013年6月，“中南美洲华侨华人促进中国和平统一大会”在厄瓜多尔召开。巴西侨界的7位侨领在会后到世界自然遗产保护区加拉帕戈斯群岛旅游，后因种种误会被以“破坏自然保护法”被羁押，厄瓜多尔华侨华人总会曾参与协助中国驻厄瓜多尔使领馆开展对被捕侨领的解救。
2016年7月16日，瓜多尔华侨华人总会举办成立17周年暨2016—2018年度理事会宣誓就职典礼，中国驻瓜亚基尔总领事雷同立及侨团代表等应邀出席。
2017年5月26日，厄瓜多尔华侨华人总会与广州涉外经济职业技术学院签署双方长期合作备忘录，厄瓜多尔华侨华人总会成为广州涉外学院在拉美国家开展代理招生业务点。
2018年7月，中华人民共和国中国人民政治协商会议全国委员会常务委员会委员、全国政协副秘书长，致公党中央常务副主席蒋作君率致公党中央代表团受厄瓜多尔华侨华人总会邀请访问厄瓜多尔，与厄华总会、厄瓜多尔中国和平统一促进会、克维多中华慈善总会、双十协会、中山同乡会等侨团及当地华人接触交流。
2023年4月26日，厄瓜多尔华侨华人总会北京联络处在北京中拉文化交流中心挂牌成立。

## 历任会长
- 李树强（—2016年7月15日[8]）
- 蔡志鹏（2016年7月16日[8]—）